# Богородский сельсовет (Башкортостан)
Богородский сельсовет — муниципальное образование в Благовещенском районе Башкортостана.

## История
Согласно «Закону о границах, статусе и административных центрах муниципальных образований в Республике Башкортостан» имеет статус сельского поселения.

## Население
| 2002 | 2009 | 2010 | 2012 | 2013 | 2014 | 2015 |
| ---- | ---- | ---- | ---- | ---- | ---- | ---- |
| 497  | ↗571 | ↘466 | ↘462 | ↗466 | ↘465 | ↘453 |
| 2016 | 2017 |      |      |      |      |      |
| ↘451 | →451 |      |      |      |      |      |

## Состав сельского поселения
| № | Населённый пункт | Тип населённого пункта       | Население |
| - | ---------------- | ---------------------------- | --------- |
| 1 | Богородское      | село, административный центр | ↘466      |
| 2 | Грунский 2-й     | деревня                      | ↘0        |